# Mikadofasan
Mikadofasan (latin: Syrmaticus mikado) er en hønsefugl, der lever på Taiwan.